# Jacques-François-Paul-Aldonce de Sade
Jacques-François-Paul-Aldonce de Sade, genannt Abbé Sade (* 21. September 1705 auf Schloss Mazan; † 31. Dezember 1778 in La Vignerme) war ein französischer Literat ("homme de lettres"), Libertin und Adliger aus der Familie Sade.
Seine Eltern waren Gaspard-François Marquis de Sade und Louise-Aldonse d'Astoaud de Mur. 1733 wurde er katholischer Generalvikar von Toulouse, 1735 von Narbonne. 1744 wurde er Abt der Zisterzienser von Ébreuil in der Diözese Limoges.
Diese Ämter waren aber nur Pfründen, mit denen Hochadlige wie er damals versorgt wurden, und hatten keinen Niederschlag auf seine Ansichten zur Religion. Er war ein Freund von Voltaire und Émilie du Châtelet.
1760 überließ ihm sein Bruder Jean-Baptiste-François-Joseph de Sade die Nutzung des Lehens Saumane, dort erforschte er den Stammbaum seiner Familie und das Leben des Petrarca und ordnete Laura genealogisch korrekt ein.
1762 wurde er kurzzeitig wegen sexueller Ausschweifungen verhaftet. Er verbrachte in Saumane auch gern Zeit mit seinem jungen Neffen, dem Donatien-Alphonse-François de Sade, der später seinen Lebensstil als Literat, Aufklärer und Libertin radikalisierte.